# 阴山岩画
陰山岩畫，中國北方遊牧民作於岩上的畫。

## 歷史與分布
陰山岩畫主要分佈於內蒙古陰山山脈狼山的懸崖峭壁上。其年代上限或可至新石器時代，下限則延續至近代。1976年─1980年調查了阿拉善盟的阿拉善左旗6處、巴彥淖爾盟的磴口縣39處，烏拉特後旗2處、烏拉特中旗32處。共發現岩畫萬餘幅。對其中保存較好且有代表性的岩畫145幅進行了實地描繪。內容有人物、動物、狩獵、車騎、舞蹈畫與突厥文、回鶻文、西夏文、蒙文等。這批岩畫是探索古代北方遊牧民的社會、經濟、生活習俗、宗教信仰等方面的寶貴資料。

## 立法保护
2021年11月12日巴彦淖尔市第四届人民代表大会常务委员会第二十六次会议通过，2022年1月7日内蒙古自治区第十三届人民代表大会常务委员会第三十三次会议批准《巴彦淖尔市阴山岩画保护条例》，2022年3月1日施行。以地方性法规的形式立法保护阴山岩画。

## 外部連結
- 陰山岩畫 （页面存档备份，存于）
- The rock paintings of Yinshan Mountains Picture